# Лхари
Лхари (тиб. ལྷ་རི་རྫོང་, Вайли: lha ri rdzong, кит. упр. 嘉黎县, пиньинь Jiālí xiàn) — уезд в городском округе Нагчу, Тибетский автономный район, КНР.

## История
Уезд был образован в 1959 году и вошёл в подчинение Специального района Ньингчи (林芝专区). В 1963 году Специальный район Ньингчи был расформирован, и уезд вошёл в состав Специального района Нагчу (那曲专区), в 1970 году переименованного в Округ Нагчу.

## Административное деление
Уезд делится на 2 посёлка и 8 волостей:
- Посёлок Арза (阿扎镇)
- Посёлок Лхари (嘉黎镇)

- Волость Гочун (鸽群乡)
- Волость Заббе (藏比乡)
- Волость Кодой (措多乡)
- Волость Кора (措拉乡)
- Волость Лингти (林堤乡)
- Волость Ронгдой (绒多乡)
- Волость Чжунъюй (忠玉乡)
- Волость Шарма (夏玛乡)